# Littérature du IIe siècle av. J.-C.
Littérature du IVe siècle av. J.-C. - Littérature du IIIe siècle av. J.-C. - Littérature du IIe siècle av. J.-C. - Littérature du Ier siècle av. J.-C. -  Littérature du Ier siècle
Chronologie de la littérature

## Événements
- IIe siècle av. J.-C./IIe siècle : en Palestine, développement de la littérature apocalyptique par la confrontation avec l’hellénisme[1] ; le livre d’Énoch, Daniel, les Testaments des douze patriarches, les rouleaux de la mer Morte, l’Apocalypse d'Abraham…

- Vers 170 av. J.-C. : fondation de la bibliothèque de Pergame sous le règne d'Eumène II. Selon Pline, le parchemin aurait été mis au point à Pergame sous Eumène II pour répondre à l'embargo sur le papyrus décrété par Ptolémée V Epiphane, qui craignait que la bibliothèque de Pergame surpasse celle d'Alexandrie. L’anecdote semble légendaire, mais les troubles dus à l’invasion de l’Égypte par Antiochos Épiphane en 170-168 av. J.-C. ont pu contrarier l’approvisionnement en papyrus et amener les Attalides à développer la production de parchemins[2].
- 168 av. J.-C. : Polybe, historien grec né v. 202 av. J.-C. à Mégalopolis est pris en otage après Pydna et passe seize ans à Rome où il se lie avec Scipion Émilien, ce qui lui permet de rencontrer les hommes politiques et d’avoir accès aux archives. Il voyage en Italie, en Espagne et en Gaule, accompagne son protecteur dans ses campagnes contre Carthage et Numance. Dans ses Histoires il raconte comment Rome a conquis le monde de 220 av. J.-C. à 146 av. J.-C.. Il tente la première approche théorique de l’État romain[3].

- 155 av. J.-C. : Athènes envoie à Rome des représentants de ses trois grandes écoles de philosophie : la Nouvelle Académie (Carnéade), le stoïcisme (Diogène de Babylone) et l'école péripatétique (Critolaos, du Lyceum). La délégation athénienne enthousiasme la jeunesse romaine[4]. Des écoles grecques de philosophie sont mises en place à Rome. Les Épicuriens en défaveur auprès des autorités romaines sont exclus.

- Entre 150 av. J.-C. et l’an 68 de notre ère : la communauté essénienne de Qumrân s’installe dans les grottes où seront retrouvés les manuscrits de la mer Morte en 1947[5]. Ces manuscrits confirment l’importance des œuvres littéraires, hébraïques ou araméennes d’origine essénienne : Hénoch, Jubilés, Testaments des Patriarches, Visions d’Amram, Règles de la communauté et de la congrégation, Document de Damas, Bénédictions, Hymnes, Pesharîm (commentaires bibliques), Rouleau de la guerre, Rouleau du Temple…

- 146 av. J.-C. : selon Pline l’Ancien, après la chute de Carthage, les rois numides (regulis Africae), Mastanabal, Micipsa et Gulussa demandent comme part de butin l’ensemble des livres des bibliothèques de la ville[6].

- Vers 146-129 av. J.-C. : le philosophe stoïcien Panétios de Rhodes séjourne à Rome. Il devient familier du cercle des Scipion et accompagne Scipion Émilien dans ses voyages. Il fait de nombreux disciples (Q. Aelius Tubero, L. Mucius Scævola, L. Aelius Stilo)[7].

- 129-110 av. J.-C. : Panétios de Rhodes, philosophe stoïcien dirige le Portique à Athènes[7]. Réformateur du stoïcisme, il est favorable à la synthèse entre le pouvoir politique romain et la civilisation, l’idéologie et l’économie grecque.
- 112-51 av. J.-C. : Posidonios dirige le Portique à Athènes[7].
- Vers 110/109-88/87 av. J.-C. : le philosophe Philon de Larissa dirige l’Académie. Il réagit contre le probabilisme de Carnéade[8].

- Les scribes de Méroé abandonnent les hiéroglyphes et la langue égyptienne pour inventer un alphabet de vingt-trois signes et écrire dans leur propre langue, qui nous est inconnue[9].

## Théâtre
- Vers 193 av. J.-C. : Le Charançon, ou « Curculio » en latin, comédie de Plaute[10].
- Vers 187 av. J.-C. : Amphitryon, pièce de Plaute[10].
- 166-160 av. J.-C. : activité de Térence, poète comique à Rome (né à Carthage v. 194 av. J.-C., mort en 159 av. J.-C.). Jeune esclave africain, il est recueilli et affranchi par le sénateur Terentius Lucanus qui lui fait donner une éducation libérale. Profondément pénétré de culture grecque, il donne six comédies jouées entre 166 et 160 av. J.-C. : L’Andrienne, La belle-mère, Le Bourreau de lui-même, L’Eunuque, Le Phormion et Les Adelphes. Ses œuvres répudient les procédés comiques traditionnels chez les latins (calembours, plaisanteries grossières, caricature) pour une peinture de la société et un comique retenu qui ne plaît pas au public romain. Seuls les lettrés apprécient ce théâtre qui marque la fin de la comédie latine[11].
- 154 av. J.-C. : mise en place par les censeurs de la première scène théâtrale fixe à Rome. Elle est abattue car jugée dangereuse pour l’ordre public[12].
- 121 av. J.-C. : le théâtre d'ombres est mentionné en Chine dans un document à propos de l’épouse défunte de l’empereur Han Wudi[13].
- 104-94 av. J.-C. : Roscius d’Amérie introduit le port du masque tragique dans le théâtre romain[14].

## Œuvres majeures
- Vers 200-175 av. J.-C. : rédaction du Siracide, livre d’instruction de Jésus, fils de Sira (Ben Sira)[15], témoignage sur la vie quotidienne à Jérusalem vers 200/175 av. J.-C. et sur l’éducation traditionnelle donnée aux fils de notables dans les écoles (bêyt-midrash) de la ville. Il confirme le rôle politique joué par le Conseil des Anciens (gérousia) et fait référence aux divers métiers (agriculteurs, menuisiers-charpentiers, forgerons, potiers, graveurs de sceaux). Il laisse transparaître une société inégalitaire où les dirigeants instruits méprisent les travailleurs manuels et profitent de leur position pour s’enrichir[16].
- 167-164 av. J.-C. : rédaction du Livre de Daniel et vers 160 av. J.-C. du Livre de Judith, sans doute pendant la persécution d’Antiochos IV Épiphane[17],[18].
- Vers 150 av. J.-C. :
  - traduction en grec du Livre de Job et du Siracide.
  - en Inde, Mahabhashya du grammairien et philosophe Patañjali[19].

- 139 av. J.-C. : le Huainan Zi, ouvrage encyclopédique chinois compilé à l’initiative de Liu An, est présenté à l’empereur Wudi[20].
- 109-91 av. J.-C. : rédaction des Shiji (Mémoires historiques), par l'historien chinois Sima Qian[21].
- Vers 100 av. J.-C. : L'Art de la Grammaire (Tékhnê Grammatikê en grec), premier traité de linguistique attribué par la tradition à Denys de Thrace[22].

## Naissances
- 145  av. J.-C. : Philon de Larissa, philosophe grec († 79  av. J.-C.).
- 135  av. J.-C. : Posidonios d'Apamée, philosophe, savant et mathématicien grec († 51  av. J.-C.).
- 127  av. J.-C./124  av. J.-C. : Antiochos d'Ascalon, philosophe grec († 69  av. J.-C.).
- 3 janvier 106 av. J.-C. : Cicéron, homme d’État, rhéteur et philosophe romain († 7 décembre 43 av. J.-C.).